# Tim Hecker (canoë-kayak)
Pour l’article homonyme, voir Tim Hecker pour l'artiste canadien de musique électronique.
Tim Hecker est un céiste allemand pratiquant la course en ligne dans les compétitions internationales séniors à partir de 2019.

## Carrière
Hecker remporte sa première médaille internationale en 2019 aux Championnats du monde à Szeged avec une médaille d'argent en canoë C-4 sur 500 mètres. Deux ans plus tard aux championnats d'Europe à Poznan, il est associé au champion olympique Sebastian Brendel avec qui il terminera deuxième en C–2 500 m et deviendra champion sur 1000 mètres.
Aux Jeux Olympiques de 2020 à Tokyo, la paire Hecker/Brendel concoure en biplace sur 1000 mètres où ils franchissent la ligne en troisième position dans une finale remportée par les cubains Torres et Jorge. 

## Palmarès

### Jeux olympiques
- 2020 à Tokyo,  Japon
  -  Médaille de bronze en C-2 1 000 m

### Championnats du monde de canoë-kayak course en ligne
- 2019 à Szeged,  Hongrie
  -  Médaille d'argent en C-4 500 m

### Championnats d'Europe de canoë-kayak course en ligne
- 2021 à Poznań  Pologne
  -  Médaille d'or en C-2 1 000 m
  -  Médaille d'or en C-2 500 m